# 9e flotte (Marine impériale japonaise)
La 9e flotte (第九艦隊, Dai-kyū Kantai) était une flotte de la Marine impériale japonaise active de 1943 à 1944.

## Histoire
Créée le 15 novembre 1943, la 9e flotte était une unité de la marine japonaise dirigeant les opérations navales en Nouvelle-Guinée. Les navires et les équipements de la flotte étaient sous le contrôle opérationnel de la flotte de la zone sud-est. La flotte était chargée d'apporter un soutien aux troupes japonaises sur la côte nord de la Nouvelle-Guinée tout en administrant les unités de base n ° 2 et n ° 7 des forces terrestres chargées d'occuper le nord de la Nouvelle-Guinée. Au moment de sa création, une grande partie de la Nouvelle-Guinée avait déjà été reprise par les forces américaines (opération Cartwheel), la 9e flotte ne pouvant fournir que peu de soutien défensif et des approvisionnements limités.
En mars 1944, les survivants des deux unités de base fusionnèrent dans une unité de base spéciale (n ° 27), date à laquelle la 9e flotte passa sous le contrôle opérationnel de la flotte de la zone sud-ouest. La flotte fut dissoute le 10 juillet 1944.

## Commandants de la9eflotte
Commandant en chef
|   | Rang        | Nom            | Date                               |
| - | ----------- | -------------- | ---------------------------------- |
| 1 | Vice-amiral | Endo Yoshikazu | 15 novembre 1943 – 10 juillet 1944 |

Chef d'État-major
|   | Rang          | Nom          | Date                          |
| - | ------------- | ------------ | ----------------------------- |
| 1 | Contre-amiral | Masaki Ogata | 15 novembre 1943 – 3 mai 1944 |